# Austrochthonius paraguayensis
Austrochthonius paraguayensis är en spindeldjursart som beskrevs av Vitali-di Castri 1975. Austrochthonius paraguayensis ingår i släktet Austrochthonius och familjen käkklokrypare. Inga underarter finns listade.